# Istočni Stari Grad
Istočni Stari Grad (serbisch-kyrillisch Источни Стари Град, „Östliche Altstadt“) ist eine Verbandsgemeinde (opština) im Zentrum von Bosnien und Herzegowina. Sie befindet sich am östlichen Stadtrand der Hauptstadt Sarajevo und entstand 1992 während des Bosnienkrieges als Abspaltung der Vorkriegsgemeinde Sarajevo-Stari Grad. Sie liegt in der Republika Srpska direkt an der Entitätengrenze. Istočni Stari Grad ist ein Teil der Stadt Istočno Sarajevo. Der Sitz der Gemeinde ist das Dorf Hreša.

## Geographie

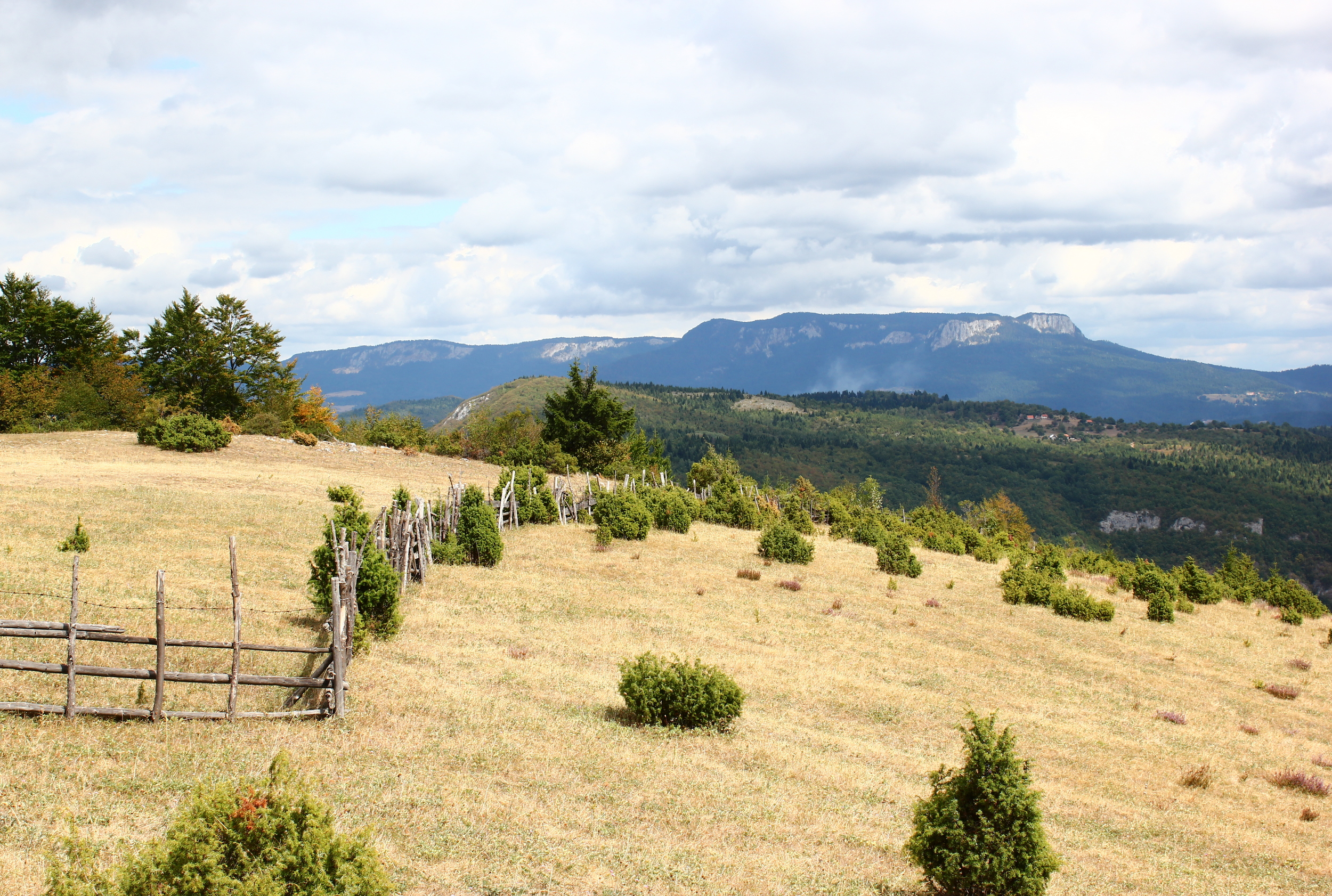
Blick vom Ortsteil Dovlići zur Romanija

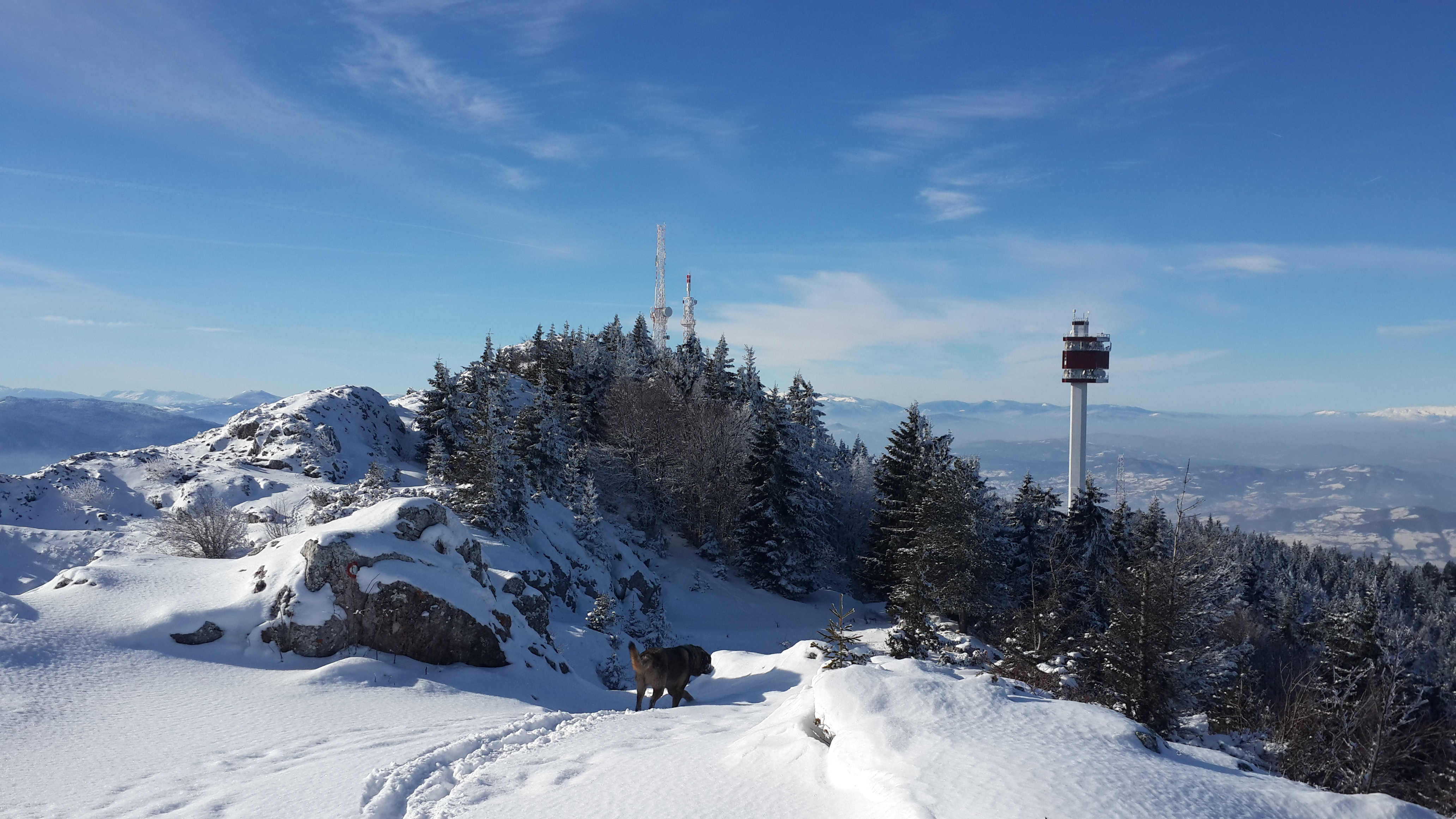
Auf dem Gipfel des Trebević

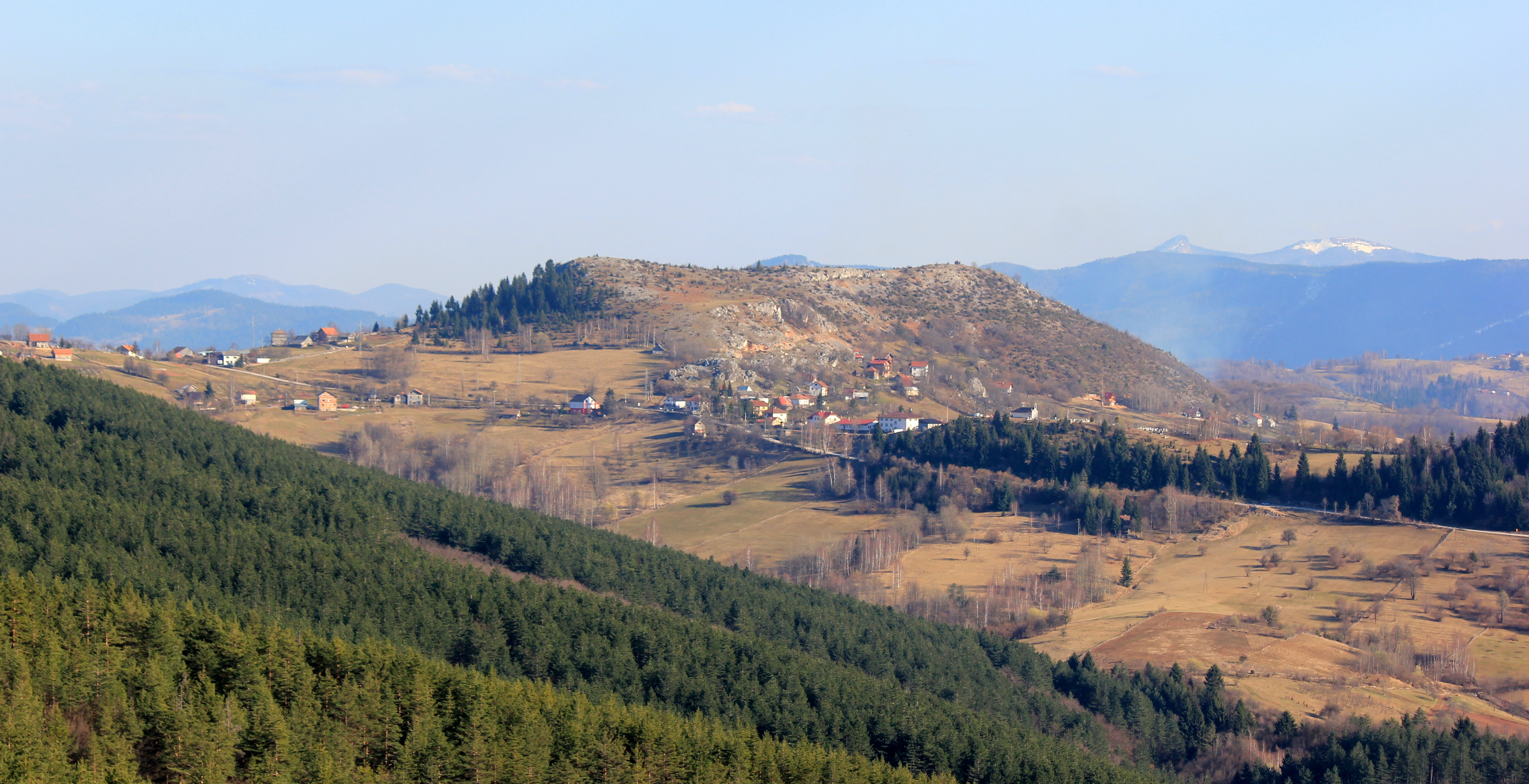
Der Hauptort Hreša

Das Gemeindegebiet befindet sich im gebirgigen Gebiet östlich und südlich der Altstadt von Sarajevo und wird in der Mitte vom Canyon der Miljacka durchschnitten. Der höchste Punkt des Gemeindegebietes ist der Gipfel des Trebević (1629 m), der die bosnische Hauptstadt überblickt. Aufgrund der Entstehungsgeschichte besteht die Gemeinde aus zwei Teilen, die miteinander territorial nicht verbunden sind. Auch im größeren südlichen Gemeindeteil bestehen zwischen einigen Orten keine direkten Straßenverbindungen über das Gemeindegebiet.
Trotz des Gemeindenamens gehört kein Teil der Sarajevoer Altstadt zur Gemeinde; dagegen besteht diese aus dünn besiedeltem Gebiet.
Zu Istočni Stari Grad gehören die Gemeindeteile Blizanci, Bulozi, Donje Međuše, Dovlići, Gornje Biosko, Gornje Međuše, Hreša, Kumane, Njemanica, Sirovine, Studenkovići, Šljeme, Vučja Luka und Vuknić sowie kleinere Teile der Gemarkungen Donje Biosko, Faletići, Lipnik, Rakova Noga und Stari Grad.

## Geschichte
Die Ortsteile der heutigen Gemeinde Istočni Stari Grad gehörten bis zum Beginn des Bosnienkrieges 1992 zur Verbandsgemeinde Sarajevo-Stari Grad. Während der Belagerung von Sarajevo dienten die Berge des Gemeindegebietes, von wo aus die Innenstadt gut einsehbar ist, der Vojska Republike Srpske als Stellungen. Nach der Gründung der neuen Gemeinde hieß diese zunächst Srpski Stari Grad (Српски Стари Град, „Serbische Altstadt“). Nachdem der bosnische Verfassungsgerichtshof 2004 ethnische Bezüge in Ortsnamen verboten hatte, erhielt die Gemeinde ihren heutigen Namen.

## Bevölkerung
Zur Volkszählung 2013 hatte die Gemeinde 1131 Einwohner. Davon bezeichneten sich 94,7 % als Serben und 3,8 % als Bosniaken. Vor dem Krieg hatten beinahe alle heutigen Ortsteile eine serbische Bevölkerungsmehrheit, abgesehen von Sirovine und Vuknić im nördlichen Gemeindeteil, wo fast ausschließlich Bosniaken lebten. Letztere Dörfer sind bis heute beinahe unbewohnt.